# Andreas Gryphius
Andreas Gryphius (em alemão:  Andreas Greif; Glogóvia, 2 de outubro de 1616 — Glogóvia, 16 de julho de 1664) foi um poeta e dramaturgo barroco alemão. Conhecido por seus sonetos dramáticos com linguagem violenta, tornou-se um dos mais importantes artistas do barroco alemão.

## Trabalho e impacto
Sua vida foi moldada pelos sofrimentos e experiências de seu tempo, especialmente a perda precoce de seus pais, a destruição de Glogau na Guerra dos Trinta Anos e a perseguição religiosa associada a ela. Cheio de um desejo profundo de paz, ele sentiu as tragédias de seu tempo de forma particularmente forte.
Em suas tragédias e poemas, Gryphius tematizou o sofrimento e a decadência moral durante a Guerra dos Trinta Anos, bem como a inquietação, solidão e turbulência das pessoas. Além disso, há referências repetidas em suas obras à "vaidade", o motivo típico da transitoriedade de toda a criatividade e empreendimentos humanos na era barroca. Exemplos disso são os poemas de Gryphius É tudo em vão, A miséria humana ou Lágrimas da pátria de 1636, nos quais Gryphius lida intensamente com os horrores da Guerra dos Trinta Anos.
Conhecido como escritor de tragédias durante sua vida, Johann Christoph Gottsched mais tarde o valorizou mais do que Daniel Casper von Lohenstein. Friedrich Ludewig Bouterweck e August Vilmar prestaram homenagem a ele como o pai do drama alemão. "Um mestre Sprachverkünstler" ainda chamado de dramaturgo Joseph von Eichendorff Gryphius. Embora o drama barroco tenha sido quase completamente deslocado do palco pelo drama de Lessing, o mais tardar, o poeta Gryphius ainda era altamente valorizado nos estudos literários.
Seus poemas permaneceram conhecidos pelo menos por poetas como Friedrich Gottlieb Klopstock , não apenas por causa de sua alta arte retórica,  mas não ganharam atenção até o início do século XX. Por um lado, isso se deveu à desvalorização diversamente motivada da poesia barroca no século XVIII e, por outro lado, à recepção estética dos poemas, particularmente influenciada pela época goethiana, como a crença no progresso. Primeira monografia de Victor Manheimer Die Lyrik des Andreas Gryphiuscomo o interesse dos naturalistas (Richard Dehmel, Arno Holz) e simbolistas (Rudolf Borchardt, Karl Wolfskehl) na literatura barroca levou a uma nova virada no exame científico da poesia barroca. Embora a poesia por volta da virada do século e o expressionismo fossem comprovadamente relacionados à poesia barroca, especialmente por causa da metáfora e da imagem, não há evidência de uma ampla aceitação da poesia de Gryphius. Somente após a Segunda Guerra Mundial seus poemas ganharam popularidade, alguns dos quais foram lidos como um eco do passado e, portanto, uma visualização de horrores históricos.
O compositor americano Philip Glass retomou alguns poemas da obra de Gryphius para o libreto de sua ópera Kepler.

## Publicações (seleção em alemão)

### Primeiras impressões
Poesia latina:
- Herodis Furiae et Rachelis lachrymae, Glogau 1634
- Dei Vindicis Impetus et Herodis Interitus, Danzig 1635
- Parnassus renovatus, Danzig 1636
- Epigrammata liber I, Leiden 1643
- Olivetum Libri tres, Florenz 1646

Poesia:
- Sonette (Lissaer Sonette), Lissa 1637[8]
- Son- und Feyrtags-Sonette, Leiden 1639
- Sonette. Das erste Buch, Leiden 1643
- Oden. Das erste Buch, Leiden 1643
- Epigrammata. Das erste Buch, Leiden 1643
- Gedanken über den Kirchhof und Ruhestätte der Verstorbenen, Breslau 1657

Tragédia:
- Ein Fürsten-Mörderisches Trawer-Spiel / genant. Leo Armenius, Frankfurt am Main 1650
- Catharina von Georgien. Oder Bewehrete Beständigkeit. Trauer-Spiel, Breslau 1657
- Cardenio vnd Celinde, Oder Unglücklich Verliebete. Trauer-Spiel, Breslau 1657
- Ermordete Majestät. Oder Carolus Stuardus König von Groß Britannien. Trauer-Spil, Breslau 1657; erheblich überarbeitete und erweiterte Fassung: Breslau 1663
- Großmüttiger Rechts-Gelehrter / Oder Sterbender Aemilius Paulus Papinianus. Trauer-Spil, Breslau 1659

Jogos de comédia:
- Absurda Comica oder Herr Peter Squenz/Schimpff-Spiel, Breslau 1658
- Horribilicribrifax Teutsch, Breslau 1663 (Digitalisat und Volltext im Deutschen Textarchiv)
- Verlibtes Gespenste/Gesang-Spil. Die gelibte Dornrose/Schertz-Spil zum Teil in schlesischer Mundart (Doppeldrama), Breslau 1660

Prosa:
- Fewrige Freystadt, Lissa 1637
- Mumiae Wratislavienses, Breslau 1662
- Dissertationes Funebres. Oder Leich-Abdanckungen, Leipzig 1667 (Exemplar der Landesbibliothek Stuttgart)

### Drama
- Leo Armenius. Trauerspiel. Hrsg.: Rusterholz, Peter, Stuttgart 1986. ISBN 978-3-15-007960-7 (Reclam UB 7960)
- Catharina von Georgien. Trauerspiel. Hrsg.: Haas, Alois M. Stuttgart 1986. ISBN 978-3-15-009751-9 (Reclam UB 9751)
- Carolus Stuardus. Trauerspiel. Hrsg.: Wagener, Hans. Stuttgart 2001. ISBN 978-3-15-009366-5 (Reclam UB 9366)
- Cardenio und Celinde oder Unglücklich Verliebete. Trauerspiel. Hrsg.: Tarot, Rolf. Stuttgart 1986. ISBN 978-3-15-008532-5 (Reclam UB 8532)
- Absurda Comica oder Herr Peter Squentz. Schimpfspiel. Modernisierte Ausgabe. Hrsg.: Cysarz, Herbert. Stuttgart 1986. ISBN 978-3-15-000917-8. (Reclam UB 917)
- Absurda Comica oder Herr Peter Squentz. Schimpfspiel. Kritische Ausgabe. Hrsg.: Dünnhaupt, Gerhard; Habersetzer, Karl-Heinz. Stuttgart 1986. ISBN 978-3-15-007982-9. (Reclam UB 7982)
- Horribilicribrifax Teutsch. Scherzspiel. Hrsg. Dünnhaupt, Gerhard, Stuttgart 1986. ISBN 978-3-15-000688-7
- Gedichte. Eine Auswahl. Text nach der Ausgabe letzter Hand von 1663. Hrsg.: Adalbert Elschenbroich. Stuttgart 1968 (Reclam UB 8799) [vergriffen]
- Gedichte. Hrsg.: Thomas Borgstedt. Stuttgart 2012 (Reclam UB 18561) ISBN 978-3-15-018561-2
- Lateinische Kleinepik, Epigrammatik und Kasualdichtung. Zweisprachige Ausgabe. Hrsg.: Czapla, Beate; Czapla, Ralf G. und Roloff, Hans G. Berlin 2001
- Herodes. Der Ölberg: Lateinische Epik. Zweisprachige Ausgabe. Hrsg.: Czapla, Ralf G. und Roloff, Hans G. Berlin 1999
- Fewrige Freystadt, Text u. Materialien, hrsg. und kommentiert von Johannes Birgfeld. Hannover 2006 (Wehrhahn Verlag) ISBN 3-932324-38-2.